# الائتلاف الوطني لرومانيا
الائتلاف الوطني لرومانيا هو تحالف كبير في رومانيا، والذي يضم الحزب الديمقراطي الاجتماعي والحزب الليبرالي القومي والتحالف الديمقراطي للهنغاريين في رومانيا. بالإضافة إلى ذلك يدعم هذا التحالف الكبير الرئيس الروماني الحالي كلاوس يوهانيس أيضًا، الذي أشاد بدوره بالتحالف على نشاطه في أوائل عام 2022 مشيرًا إلى أن «الطبقة السياسية الرومانية أظهرت نضجًا ديمقراطيًا».

## الانتقادات
بينما يدعي المنافسون السابقون في الحزب الاشتراكي الديمقراطي والحزب القومي أنهم جعلوا التحالف لصالح الشعب كان هناك انتقادات شديدة لكلا الحزبين لأنهما وعدا بعدم تشكيل تحالف مع بعضهما البعض. تعرض الرئيس كلاوس يوهانيس الذي يُشاع أنه مهندس التحالف لانتقادات حادة لأنه بين 2018-2020 انتقد الحزب الديمقراطي الاجتماعي مرارًا وتكرارًا، ثم أعاده إلى الحكومة. في وقت من الأوقات زعم رئيس حزب الحزب الديمقراطي الاجتماعي فلورين كو أن «شركائنا صافحوا الحزب الديمقراطي الاجتماعي، ولم يرغبوا في مصافحتنا بعد الآن».
كما أطلق النقاد على التحالف اسم الاتحاد الاجتماعي الليبرالي 2.0، بالإضافة إلى كليبتوقراطية، وغير ليبرالية وفاسدة.